# William Edmund Harper
Pour les articles homonymes, voir Harper.
William Edmund Harper (20 mars 1878–14 juin 1940) est un astronome canadien.